# Austrodecus (Tubidecus) tuberculatum
Austrodecus (Tubidecus) tuberculatum là một loài nhện biển trong họ Austrodecidae. Loài này thuộc chi Austrodecus. Austrodecus (Tubidecus) tuberculatum được miêu tả khoa học năm 1991 bởi Stock.